# 长毛红山茶
长毛红山茶（学名：Camellia villosa）为山茶科山茶属的植物。分布在中国大陆的湖南、贵州、云南等地，目前尚未由人工引种栽培。